# توماس ساندز
توماس ساندز (بالإنجليزية: Thomas Sands)‏ هو مبارز بالسيف أمريكي، ولد في 2 أغسطس 1907 في دايتون في الولايات المتحدة، وتوفي في 5 نوفمبر 1984 في Cornwall-on-Hudson, New York ‏ في الولايات المتحدة.

## وصلات خارجية
- توماس ساندز على موقع أوليمبيديا (الإنجليزية)